# Rabbiner för mänskliga rättigheter
Rabbiner för mänskliga rättigheter är en israelisk organisation bestående av israeliska rabbiner som säger sig vilja ge röst åt den judiska traditionen att arbeta för mänskliga rättigheter. Organisationen, som står i opposition mot Israels officiella politik på de ockuperade områdena, tilldelades 2006 Niwano-fredspriset. Organisationen ledare, rabbinen Arik Ascherman, har flera gånger ställts inför rätta i Israel med anledning av sina aktiviteter.
Arik Aschermann är en av huvudkaraktärerna i den prisbelönta svenska dokumentärfilmen Israel vs Israel.

## Aktiviteter
Organisationen arbetar med domstolsaktiviteter opinionsbildning, information, utbildning, och vissa former av civil olydnad, till exempel stå framför bulldozers som ska förstöra palestinska hus. Man fungerar som mänskliga sköldar som skyddar palestinier när de ska skörda sina olivträd och attackeras av judiska bosättare. Organisationen planterar också nya olivträd, när Israels armé har förstört palestinska olivlundar.